# Rotnackenwürger
Der Rotnackenwürger (Laniarius ruficeps) ist eine Vogelart aus der Familie der Buschwürger (Malaconotidae).
Der Vogel kommt in Subsahara-Afrika in Äthiopien, Kenia und Somalia vor.
Der Lebensraum umfasst tropisches oder subtropisches trockenes Buschland gerne mit Akazien (Acacia orphota) und Dornbüschen bewachsen bis 1000 m Höhe.
Der Artzusatz kommt von lateinisch rufus ‚rot‘ und lateinisch caput, capitis ‚Kopf‘.
Dieser Buschwürger ist ein Standvogel.

## Merkmale
Die Art ist 18–19 cm groß und wiegt zwischen 29 und 35 g. Das Männchen hat eine schwarze Stirn, Scheitel und Nacken sind hell orangerot oder rotbraun, ein deutlich abgesetzter weißer Überaugenstreif zieht vom Schnabel bis seitlich zum Nacken. Zügel, Ohrdecken und Areal um die Augen sind schwarz. Der Mantel ist mittig bläulich-grau, seitlich blasser werdend. Der Rücken ist aschgrau, weiter hinten tiefschwarz mit bläulichem Glanz und großen subterminalen weißen Flecken. Der Bürzel ist flauschig weiß mit dunkelgrauer Federbasis und schmalen schwärzlichen Spitzen, die Oberschwanzdecken sind schwarz, auch der Schwanz. Bis auf die mittleren haben die Schwanzfedern weiße Endbinden. Die Flügel sind schwarz mit breiter weißer Binde. Die Unterseite ist cremeweiß, seitlich an Brust und Flanke mit etwas rosa-gelbbraun. Die Flügelunterseite ist dunkelgrau bis cremeweiß. Die Iris ist haselnussbraun, der Schnabel schwarz, die Beine sind blaugrau oder schiefergrau. Das Weibchen ist matter gefärbt und auf dem Rücken olivgrau, nicht aschgrau. Jungvögel haben keine schwarze Gesichtsmaske, graue Ohrdecken, einen undeutlichen blassen Überaugenstreif und noch kein Rot am Kopf. Die Oberseite erscheint leicht gebändert, die Unterseite ist gelblichbraun oder grau, mittig weißlich.

## Geografische Variation
Es werden folgende Unterarten anerkannt:
- L. r. ruficeps (Shelley, 1885), Nominatform – Nordwestsomalia
- L. r. rufinuchalis (Sharpe, 1895), –Äthiopien und Mitte und Süden Somalias, schwarze Stirn, rotbrauner Nacken
- L. r. kismayensis (Erlanger, 1901), – Südsomalia und Ostkenia, durchgängig rote Kopfoberseite, Mantel blassgrau

## Stimme
Der Ruf des Männchens wird als variabel beschrieben als Knarren und harsches Krächzen wie der Schildrabe (Corvus albus). Die Art singt im kurzen Duett ein tiefes pfeifendes „cheeo-oo“ oder gutturales schnurrendes „gwaaar“ oder „grrrra“ unmittelbar von lautem Klicken gefolgt.

## Lebensweise
Die Nahrung besteht hauptsächlich aus Insekten und deren Larven, die am Erdboden und auf unteren Ästen im Dickicht schnell und geräuschlos gesucht werden, gerne im dichtesten Schatten verborgen. Mitunter sucht die Art aber auch Baumspitzen auf und wird dann für einige Sekunden gut sichtbar.
Über die Brutzeit ist kaum etwas bekannt, sie dürfte aber im Mai liegen. Das Nest aus Zweigen, Wurzeln und Grashalmen findet sich in 1–5 m Höhe über dem Boden oft in einem dornigen Akazienbaum. Das Gelege besteht aus 2–4 Eiern.

## Gefährdungssituation
Der Bestand gilt als „nicht gefährdet“ (Least Concern).